# Milton Jones (coureur)
Milton C. Jones (Conwy (Wales), 4 augustus 1894 - Indianapolis (Indiana), 27 mei 1932), ook wel MC Jones of M.C. Jones genoemd, was een Amerikaans autocoureur. Hij nam met een Fronty Ford (genaamd de Skelly Special) deel aan de Indianapolis 500 in 1925, maar moest na 33 ronden opgeven vanwege problemen met zijn versnellingsbak. Jones en zijn bijrijder Harry Cox kwamen zeven jaar later om het leven tijdens een trainingsrit voorafgaand aan de Indianapolis 500 in 1932. Hij werd begraven in het Acacia Masonic Memorial Park in Mayfield Heights.